# Sebastian De Maio
Sebastian De Maio uváděný i jako Sebastien De Maio (* 5. března 1987, Saint-Denis, Francie) je francouzský fotbalový obránce italského původu, hráč klubu RSC Anderlecht od srpna 2016 na hostování v ACF Fiorentina. Profesionální angažmá okusil v Itálii a Belgii.

## Klubová kariéra
- CS Louhans-Cuiseaux (mládež)
- AS Nancy (mládež)
- Brescia Calcio (mládež) 2007–2013
- Brescia Calcio 2008–2009
- →  Celano FC Marsica (hostování) 2007–2008
- →  Celano FC Marsica (hostování) 2009
- →  Frosinone Calcio (hostování) 2010–2011
- Janov CFC 2013–2016
- RSC Anderlecht 2016–
- →  ACF Fiorentina (hostování) 2016–